# Thailändische Sprache

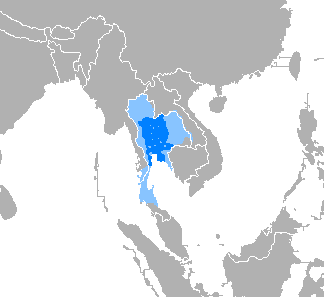
Verbreitungsgebiet der thailändischen Sprache (dunkel-/hellblau: Thaisprachige Mehr-/Minderheit)

Die thailändische Sprache (das Thai, ภาษาไทย – gesprochen: [pʰaːsǎː tʰaj], anhörenⓘ), auch Siamesisch, ist die Amtssprache von Thailand. Sie gehört zu den Tai-Sprachen innerhalb der Tai-Kadai-Sprachfamilie.
Thai ist eine Tonsprache: Die meist einsilbigen Wörter können durch Aussprache in unterschiedlichen Tonhöhen und Tonverläufen gänzlich unterschiedliche Bedeutungen erlangen. Im Thai gibt es fünf verschiedene Töne.
Thai wird mit einer eigenen Abugida geschrieben, siehe dazu Thailändische Schrift.

## Varianten

### Sprachebenen
Die jahrhundertelange hierarchische Struktur der Gesellschaft hat sich auch auf die thailändische Sprache übertragen und ist heute noch spürbar. Es gibt mindestens fünf Sprachebenen (Register):
- die gewöhnliche Umgangssprache (ภาษาพูด, phasa phut [pʰaːsǎː pʰûːt] – wörtlich: Sprech-Sprache) ohne Höflichkeitspartikeln, die meist zwischen Familienmitgliedern und engen Freunden verwendet wird
- die gehobene Sprache (ภาษาเขียน, phasa khian [pʰaːsǎː kʰǐːan] – wörtlich: Schreib-Sprache) mit Höflichkeitspartikeln und teilweise anderem Vokabular
- die Amtssprache (ภาษาราชการ, phasa ratchakan [pʰaːsǎː râːtʨʰákaːn] – wörtlich: Staats-Sprache), die in öffentlichen Verlautbarungen und Nachrichten zu hören ist
- die Hofsprache (ราชาศัพท์, rachasap [raːʨʰaːsàp]) für alle die königliche Familie betreffenden Angelegenheiten, mit sehr vielen speziellen Höflichkeitspartikeln und anderem Vokabular, meist aus dem Khmer, aber auch aus dem Pali
- die Mönchssprache mit eigenen Höflichkeitspartikeln und Vokabular, die in Bezug auf den Buddhismus verwendet wird und sehr durch Pali und Sanskrit beeinflusst ist

### Regionale Varianten
Die thailändische Standardsprache (ภาษาไทยมาตรฐาน, phasa thai mattrathan) basiert auf dem Zentralthai (ภาษาไทยกลาง, phasa thai klang), wie es von gebildeten Bewohnern der Hauptstadt Bangkok gesprochen wird. Das Thailändische kennt viele verschiedene Dialekte, die meisten Thai sprechen im alltäglichen Umgang nicht die Standardsprache. Standardthai und die zentralthailändischen Dialekte haben zusammen über 20 Millionen Sprecher.
Die regionalen Varietäten unterscheiden sich teilweise vom Standardthai so deutlich, dass sie von Linguisten als zwar verwandte, aber doch eigenständige Sprachen klassifiziert werden. Muttersprachler verstehen sie dagegen oftmals als regionale Ausprägungen „einer größeren thailändischen Sprache“, als „verschiedene Arten von Thai“. Besonders auffällig ist das im Nordosten (Isan), wo es ein Dialektkontinuum, also einen Übergang zwischen Thai und Laotisch gibt, das selbst wiederum in zahlreichen lokalen Dialekten vorkommt. Die thai-laotischen Dialekte des Nordostens werden als Phasa Isan („Isan-Sprache“) zusammengefasst, wobei diese Kategorie eher subjektiv und politisch/historisch als linguistisch ist, da die Übergänge in dem Dialektkontinuum eben fließend und ohne starre Grenze verlaufen. Sie haben insgesamt über 15 Millionen Sprecher. Weitere wichtige regionale Varianten, bei denen umstritten ist, ob es sich um Dialekte oder eigenständige Sprachen handelt, sind Nordthai (auch Lanna oder Kam Mueang genannt) mit ca. 6 Millionen Sprechern und Südthai (auch Pak Tai oder Dambro) mit etwa 4,5 Millionen Sprechern.
Die regionalen Dialekte haben keinerlei offiziellen Status; in Schulen und Hochschulen, Presse und Rundfunk wird fast ausschließlich Standardthai verwendet. Die regionalen Sprachen werden fast nur noch zur mündlichen Kommunikation verwendet, das geschriebene Lao (Tai Noi) und die früher im Norden verbreitete Lanna-Schrift sind fast restlos zurückgedrängt. Über die letzten 15 Jahre zeigen sich jedoch Hinweise darauf, dass die Regionalsprachen Thailands wieder stärker als identitätsstiftendes Element wahrgenommen werden und so wieder mehr Sichtbarkeit erlangen. Vielversprechend ist hier auch der aufkommende Diskurs, Teile der elementaren Bildung in den entsprechenden Regionalsprachen anzubieten. So forscht beispielsweise die bildungswissenschaftliche Fakultät der Mahasarakham Universität an der Implementierung von Phasa Isan als Unterrichtssprache in der primären Bildung. Oft wird den Dialekten jedoch weiterhin ein geringes Sozialprestige beigemessen, was vor allem auf die Isan-Dialekte zutrifft. Insbesondere jüngere und gebildete Sprecher bemühen sich, in offiziellen Situationen und gegenüber Außenstehenden die Standardsprache zu sprechen und ihren Heimatdialekt zu verbergen. Viele betreiben auch Code-Switching.

## Phonologie

### Konsonanten
Bei den Verschlusslauten werden im Thai nicht nur stimmhafte und stimmlose unterschieden wie im Deutschen, sondern drei verschiedene Kategorien:
- stimmlos, nicht aspiriert
- stimmlos, aspiriert
- stimmhaft (nicht aspiriert)

In der folgenden Tabelle wird in der ersten Zeile die Aussprache der Anlautkonsonanten in IPA angegeben, darunter die entsprechenden Buchstaben des Thai-Alphabets. Einigen Lauten entsprechen mehrere Buchstaben.
|                       | Bilabial | Bilabial | Bilabial | Labiodental | Alveolar  | Alveolar   | Alveolar | Alveolopalatal | Alveolopalatal | Palatal | Velar | Velar        | Velar | Glottal |
| Verschlusslaut        | p ป      | pʰ ผ,พ,ภ | b บ      |             | t ฏ,ต     | tʰ ฐ,ฒ,ท,ธ | d ฎ,ฑ,ด  |                |                |         | k ก   | kʰ ข,ฃ,ค,ฅ,ฆ |       | ʔ *     |
| Nasal                 |          |          | m ม      |             |           |            | n ณ,น    |                |                |         |       |              | ŋ ง   |         |
| Frikativ              |          |          |          | f ฝ,ฟ       | s ซ,ศ,ษ,ส |            |          |                |                |         |       |              |       | h ห,ฮ   |
| Affrikat              |          |          |          |             |           |            |          | ʨ จ            | ʨʰ ฉ,ช,ฌ       |         |       |              |       |         |
| Trill                 |          |          |          |             |           |            | r ร      |                |                |         |       |              |       |         |
| Approximant           |          |          |          |             |           |            |          |                |                | j ญ,ย   |       |              | w ว   |         |
| lateraler Approximant |          |          |          |             |           |            | l ล,ฬ    |                |                |         |       |              |       |         |

* Der Glottisverschlusslaut steht immer nach einem kurzen Vokal am Silbenende, wenn kein anderer Konsonant vorhanden ist, sowie als stummes อ vor einem Vokal.
Eine allgemein verbreitete Abweichung von der Standard-Aussprache ist, dass /r/ als [l] gesprochen wird.

### Vokale
In der folgenden Tabelle sind die Vokale des Thai angeführt. In der ersten Zeile steht jeweils der Vokal in Lautschrift, darunter der Vokal im Thai-Alphabet, wobei ein Strich (–) für einen Anlautkonsonanten steht. Ein zweiter Strich bedeutet, dass ein Auslautkonsonant folgen muss.
|                    | Vorne   | Vorne   | Hinten     | Hinten   | Hinten   | Hinten  |
| kurz               | lang    | kurz    | lang       | kurz     | lang     |         |
| ------------------ | ------- | ------- | ---------- | -------- | -------- | ------- |
| geschlossen        | /⁠i⁠/ -ิ   | /iː/ -ี  | /⁠ɯ⁠/ -ึ      | /ɯː/ -ื-  | /⁠u⁠/ -ุ    | /uː/ -ู  |
| geschlossen-mittel | /⁠e⁠/ เ-ะ | /eː/ เ- | /⁠ɤ⁠/ เ-อะ   | /ɤː/ เ-อ | /⁠o⁠/ โ-ะ  | /oː/ โ- |
| offen-mittel       | /⁠ɛ⁠/ แ-ะ | /ɛː/ แ- |            |          | /⁠ɔ⁠/ เ-าะ | /ɔː/ -อ |
| offen              |         |         | /⁠a⁠/ -ะ, -ั- | /aː/ -า  |          |         |

Thailändische Vokale

Jeder Vokal kann lang oder kurz sein, und dieses Merkmal ist bedeutungsunterscheidend, zum Beispiel เขา [kʰǎw] bedeutet „er/sie“, ขาว [kʰǎːw] bedeutet „weiß“.
| lang | lang | lang          | kurz | kurz | kurz          |
| Thai | IPA  | Erklärung     | Thai | IPA  | Erklärung     |
| ---- | ---- | ------------- | ---- | ---- | ------------- |
| –า   | aː   | wie in Vater  | –ะ   | a    | wie in Wasser |
| –ี    | iː   | wie in tief   | –ิ    | i    |               |
| –ื    | ɯː   |               | –ึ    | ɯ    |               |
| –ู    | uː   | wie in Mut    | –ุ    | u    |               |
| เ–   | eː   | wie in Beeren | เ–ะ  | e    | wie in legal  |
| แ–   | ɛː   | wie in Bären  | แ–ะ  | ɛ    | wie in hätte  |
| เ–อ  | ɤː   |               | เ–อะ | ɤ    |               |
| โ–   | oː   | wie in Boot   | โ–ะ  | o    | wie in Profit |
| –อ   | ɔː   |               | เ–าะ | ɔ    | wie in Holz   |

Außerdem gibt es mehrere Diphthonge:
| lang | lang | lang        | kurz            | kurz | kurz        |
| Thai | IPA  | Erklärung   | Thai            | IPA  | Erklärung   |
| ---- | ---- | ----------- | --------------- | ---- | ----------- |
| –าย  | aːj  |             | ใ–, ไ–, ไ–ย, –ัย | aj   | wie in heiß |
| –าว  | aːw  |             | เ–า             | aw   | wie in Haus |
| เ–ีย  | iːa  | wie in hier | เ–ียะ            | ia   |             |
| –    | –    | –           | –ิว              | iw   |             |
| เ–ือ  | ɯːa  |             | –               | –    | –           |
| –ัว   | uːa  | wie in Uhr  | –ัวะ             | ua   |             |
| –ูย   | uːj  |             | –ุย              | uj   |             |
| เ–ว  | eːw  |             | เ–็ว             | ew   |             |
| แ–ว  | ɛːw  |             | –               | –    | –           |
| เ–ย  | ɤːj  |             | –               | –    | –           |
| โ–ย  | oːj  | –           | –               | –    | –           |
| –อย  | ɔːj  |             | –               | –    | –           |

Es gibt drei Triphthonge, die alle lang sind:
| lang | lang | lang      |
| Thai | IPA  | Erklärung |
| ---- | ---- | --------- |
| เ–ียว | iːaw |           |
| เ–ือย | ɯːaj |           |
| –วย  | uːaj |           |

### Töne
Im Thai gibt es fünf Töne: mittel (a) เสียงสามัญ, tief (à) เสียงเอก, hoch (á) เสียงตรี, steigend (ǎ) เสียงจัตวา und fallend (â) เสียงโท. In der Schrift werden sie durch die Kombination von Anlaut-Konsonant (der einer von drei Ton-Kategorien angehört), Vokallänge, Auslautkonsonant und gegebenenfalls einem zusätzlichen Tonzeichen ausgedrückt. Die genauen Regeln sind in der folgenden Tabelle dargestellt, der resultierende Ton in der Aussprache ist jeweils farbig hinterlegt:
|                  |                                                      | Anlautkonsonant-Kategorie | Anlautkonsonant-Kategorie | Anlautkonsonant-Kategorie |
| ---------------- | ---------------------------------------------------- | ------------------------- | ------------------------- | ------------------------- |
| Tonzeichen       | Silbentyp                                            | hoch                      | mittel                    | tief                      |
| —                | kurzer Vokal oder langer Vokal oder Vokal plus m/n/ŋ | steigend                  | mittel                    | mittel                    |
| —                | langer Vokal plus Verschlusslaut (p/t/k)             | tief                      | tief                      | fallend                   |
| —                | kurzer Vokal plus Verschlusslaut                     | tief                      | tief                      | hoch                      |
| mai ek (–่)       | alle                                                 | tief                      | tief                      | fallend                   |
| mai tho (–้)      | alle                                                 | fallend                   | fallend                   | hoch                      |
| mai tri (–๊)      | alle                                                 | –                         | hoch                      | –                         |
| mai chattawa (–๋) | alle                                                 | –                         | steigend                  | –                         |

Die Buchstaben ห (hoch) und manchmal auch อ (mittel) werden als stumme Buchstaben Konsonanten der tiefen Kategorie vorangestellt, um den korrekten Ton darzustellen. In mehrsilbigen Wörtern macht ein Konsonant der Hoch-Kategorie ohne Vokalzeichen auch aus dem Anlautkonsonanten der folgenden Silbe einen Konsonanten der Hoch-Kategorie.
Im Sprachgebrauch haben sich einige Ausnahmen etabliert, davon seien besonders die Pronomen [ʨʰán] – ฉัน („ich“) und [kʰáw] – เขา („er“, „sie“) angeführt, die beide im hohen Ton ausgesprochen werden statt im steigenden Ton, wie es nach den Regeln der Fall sein müsste. Die veränderte Sprechweise findet jedoch zum Teil bereits Eingang in die Schreibweise der betroffenen Begriffe.

## Grammatik
Thai ist eine isolierende Sprache, das heißt, es gibt keine Flexionen (Wortveränderungen), also Konjugation, Deklination. Es gibt ebenso keine Artikel. Komplexer als in den westlichen Sprachen sind die Systeme der Zählwörter (siehe unten) und der Anredeformen (Personalpronomen und Titel).

### Wortstellung
Sätze werden noch strikter als im Englischen in der Abfolge Subjekt–Prädikat–Objekt gebildet.

### Substantive
Es können durch Hinzufügung von [kaːn] – การ oder [kʰwaːm] – ความ aus vielen Verben und Adjektiven Substantive gebildet werden. 
Beispiel:
- [kaːn] การ + Verb
  - [dɤːn tʰaːŋ] เดินทาง – reisen
  - [kaːn dɤːn tʰaːŋ] การเดินทาง – die Reise
  - [tʰam aːhǎːn] ทำอาหาร – kochen
  - [kaːn tʰam aːhǎːn] การทำอาหาร – das Kochen
- [kʰwaːm] ความ + Adjektiv
  - [rew] เร็ว – plötzlich, schnell
  - [kʰwaːm rew] ความเร็ว – die Schnelligkeit, die Geschwindigkeit
  - [ʨiŋ] จริง – wahr
  - [kʰwaːm ʨiŋ] ความจริง – die Wahrheit

Wie hier ersichtlich, bildet der Präfix [kaːn] – การ ein konkretes Nomen (การคิด [ka:n khid]- das Denken) und der Präfix – ความ ein abstraktes Nomen (ความคิด [khwam khid] -der Gedanke/die Idee). 
Der Plural von Substantiven wird mit Hilfe von Partikeln gebildet, den so genannten Zählwörtern oder Klassifikatoren. Es gibt etwa dreißig solcher Partikeln, die je nach Grundwort angewandt werden. Einige Beispiele:
[kʰon] คน – Zählwort für Menschen (gleichzeitig bedeutet es aber auch das Wort „Mensch“ selbst):
- [kʰon] คน = Mensch
- [kʰon sɔ̌ːŋ kʰon] คนสองคน = Mensch zwei Menschen = zwei Menschen
- [dèk jǐŋ sìp kʰon] เด็กหญิงสิบคน = Kind weiblich 10 Menschen = 10 Mädchen

[tuːa] ตัว (wörtlich: Körper) – Zählwort für Tiere, Kleidungsstücke, Möbel:
- [máː laːj hòk tuːa] ม้าลายหกตัว = Zebra sechs Tiere = sechs Zebras
- [kaːŋkeːŋ sǎːm tuːa] กางเกงสามตัว = Hose drei Kleidungsstücke = drei Hosen

[lam] ลำ (wörtlich: Stamm, Rumpf) – Zählwort für lange, röhrenförmige Gegenstände:
- [kʰrɯ̂ːaŋ bin sɔ̌ːŋ lam] เครื่องบินสองลำ = Flugzeug zwei Röhren = zwei Flugzeuge

Für eine vollständige Liste siehe Liste der Thai-Zählwörter.

### Verben
Zeitformen werden aus dem Kontext erschlossen oder durch Partikeln kenntlich gemacht (zum Beispiel [raw paj] เราไป = wir gehen, [raw ʨàʔ paj] เราจะไป = wir werden gehen, [raw kamlaŋ paj] เรากำลังไป = wir gehen gerade, [raw paj lɛ́ːw] เราไปแล้ว = wir sind schon gegangen).
Wie im Deutschen ist die Charakterisierung einer Grundform eines Verbes mit Hilfe von Adverbien üblich:
- [paj] ไป = gehen
- [ʔɔ̀ːk paj] ออกไป = hinausgehen
- [paj bâːn] ไปบ้าน = nach Hause gehen
- [pai nɔ̂ːk] ไปนอก = ausgehen

## Sprachgeographie
Thai ist Amtssprache in Thailand, der Sprachcode ist th bzw. tha (nach ISO 639). Es bestehen regionale Dialekte: das in Nord-Thailand gesprochene Lanna (auch Kham Mueang), das im Nordosten verbreitete Isan und das in Süd-Thailand verwendete Dambro. Daneben gibt es zahlreiche Mischsprachen, wie das Yawi, das im äußersten Süden Thailands und im Norden von Malaysia gesprochen wird.
Mit dem Thai eng verwandte Sprachen, wie zum Beispiel die südwestlichen Tai-Sprachen, werden in Thailand, Laos, Nordkambodscha, Nordwestvietnam, Yunnan (Volksrepublik China) und im Norden und Osten Myanmars gesprochen.
Siehe auch: Tai-Kadai-Sprachen

## Textbeispiel
| Thai    | กลุ่มประเทศผู้ส่งออกน้ำมันหรือโอเปคจะประชุมที่กรุงเวียนนาระหว่างวันที่ 19 ถึง 20 กันยายน เป็นการประชุมตามปกติ แต่ได้รับความสนใจจากชาวโลกอย่างมากเพราะราคาน้ำมันที่ขึ้นสูงในปัจจุบัน |
| IPA     | [klùm pràtʰêːt pʰûː sòŋ ʔɔ̀ːk nám man rɯ̌ː ʔoːpèːk ʨàʔ pràʨʰum tʰîː kruŋ wiːannaː ráwàːŋ wan tʰîː sìp kâːw tʰɯ̌ŋ jîː sìp kanjaːjon pen kaːn pràʨʰum taːm pòkkàtìʔ tɛ̀ː dâːj ráp kʰwaːm sǒn ʨaj ʨàːk ʨʰaːw lôːk jàːŋ mâːk pʰrɔ́ ʔ raːkʰaː nám man tʰîː kʰɯ̂n sǔːŋ naj pàtʨùban] |
| Deutsch | Die Organisation erdölexportierender Länder (OPEC) wird vom 19. bis 20. September ein reguläres Treffen in Wien abhalten, das von der Weltöffentlichkeit aufgrund der derzeit hohen Erdölpreise aufmerksam verfolgt werden wird.                                         |